# Municipio de Holly Springs (Arkansas)
El municipio de Holly Springs (en inglés: Holly Springs Township) es un municipio ubicado en el condado de Dallas en el estado estadounidense de Arkansas. En el año 2010 tenía una población de 314 habitantes y una densidad poblacional de 2,02 personas por km².

## Geografía
El municipio de Holly Springs se encuentra ubicado en las coordenadas 33°50′43″N 92°40′24″O / 33.84528, -92.67333. Según la Oficina del Censo de los Estados Unidos, el municipio tiene una superficie total de 155.59 km², de la cual 155,59 km² corresponden a tierra firme y (0 %) 0 km² es agua.

## Demografía
Según el censo de 2010, había 314 personas residiendo en el municipio de Holly Springs. La densidad de población era de 2,02 hab./km². De los 314 habitantes, el municipio de Holly Springs estaba compuesto por el 92,99 % blancos, el 5,1 % eran afroamericanos, el 0,32 % eran de otras razas y el 1,59 % eran de una mezcla de razas. Del total de la población el 0,32 % eran hispanos o latinos de cualquier raza.